# Стокдейл (Техас)
Стокдейл (англ. Stockdale) — місто (англ. city) в США, в окрузі Вілсон штату Техас. Населення — 1413 особи (2020).

## Географія
Стокдейл розташований за координатами 29°14′10″ пн. ш. 97°57′50″ зх. д. / 29.23611° пн. ш. 97.96389° зх. д. (29.235974, -97.963888).  За даними Бюро перепису населення США в 2010 році місто мало площу 4,28 км², з яких 4,28 км² — суходіл та 0,00 км² — водойми.

## Демографія
Згідно з переписом 2010 року, у місті мешкали 1442 особи в 524 домогосподарствах у складі 374 родин. Густота населення становила 337 осіб/км².  Було 580 помешкань (136/км²).
Расовий склад населення:
| - 85,3 % — білих - 1,4 % — чорних або афроамериканців - 0,7 % — корінних американців - 0,1 % — азіатів - 10,3 % — осіб інших рас |

До двох чи більше рас належало 2,3 %. Частка іспаномовних становила 50,8 % від усіх жителів.
За віковим діапазоном населення розподілялося таким чином: 27,5 % — особи молодші 18 років, 56,6 % — особи у віці 18—64 років, 15,9 % — особи у віці 65 років та старші. Медіана віку мешканця становила 33,4 року. На 100 осіб жіночої статі у місті припадало 98,6 чоловіків;  на 100 жінок у віці від 18 років та старших — 93,2 чоловіків також старших 18 років.
Середній дохід на одне домашнє господарство  становив 56 637 доларів США (медіана — 41 667), а середній дохід на одну сім'ю — 64 282 долари (медіана — 51 354). За межею бідності перебувало 20,1 % осіб, у тому числі 30,2 % дітей у віці до 18 років та 16,3 % осіб у віці 65 років та старших.
Цивільне працевлаштоване населення становило 648 осіб. Основні галузі зайнятості: освіта, охорона здоров'я та соціальна допомога — 24,5 %, виробництво — 20,1 %, сільське господарство, лісництво, риболовля — 11,6 %, транспорт — 11,0 %.